# Colin Clive
Colin Clive est un acteur britannique né le 20 janvier 1900 à Saint-Malo (France) et mort le 25 juin 1937 à Los Angeles (Californie).

## Biographie
Clive est né à Saint-Malo, en France, d'un colonel britannique. Il a fréquenté l'Académie royale militaire de Sandhurst, où une blessure au genou l'a exempté du service militaire et contribué à ce qu'il devienne un acteur de théâtre. Sur scène, l'un de ses rôles les plus connus était celui de Steve Baker, le mari blanc, de Julie LaVerne, métissée, dans la première production de la comédie musicale Show Boat. Sir Cedric Hardwicke et Paul Robeson sont également vedettes de cette production.
Clive a travaillé dans un premier temps avec James Whale au Savoy Theatre dans la production Journey's End et ensuite rejoint la communauté britannique à Hollywood dans les années 1930, en répétant son rôle étape dans la version de 1930 du film La Fin du voyage (Journey's End), qui a été réalisé par James Whale.

## Hollywood

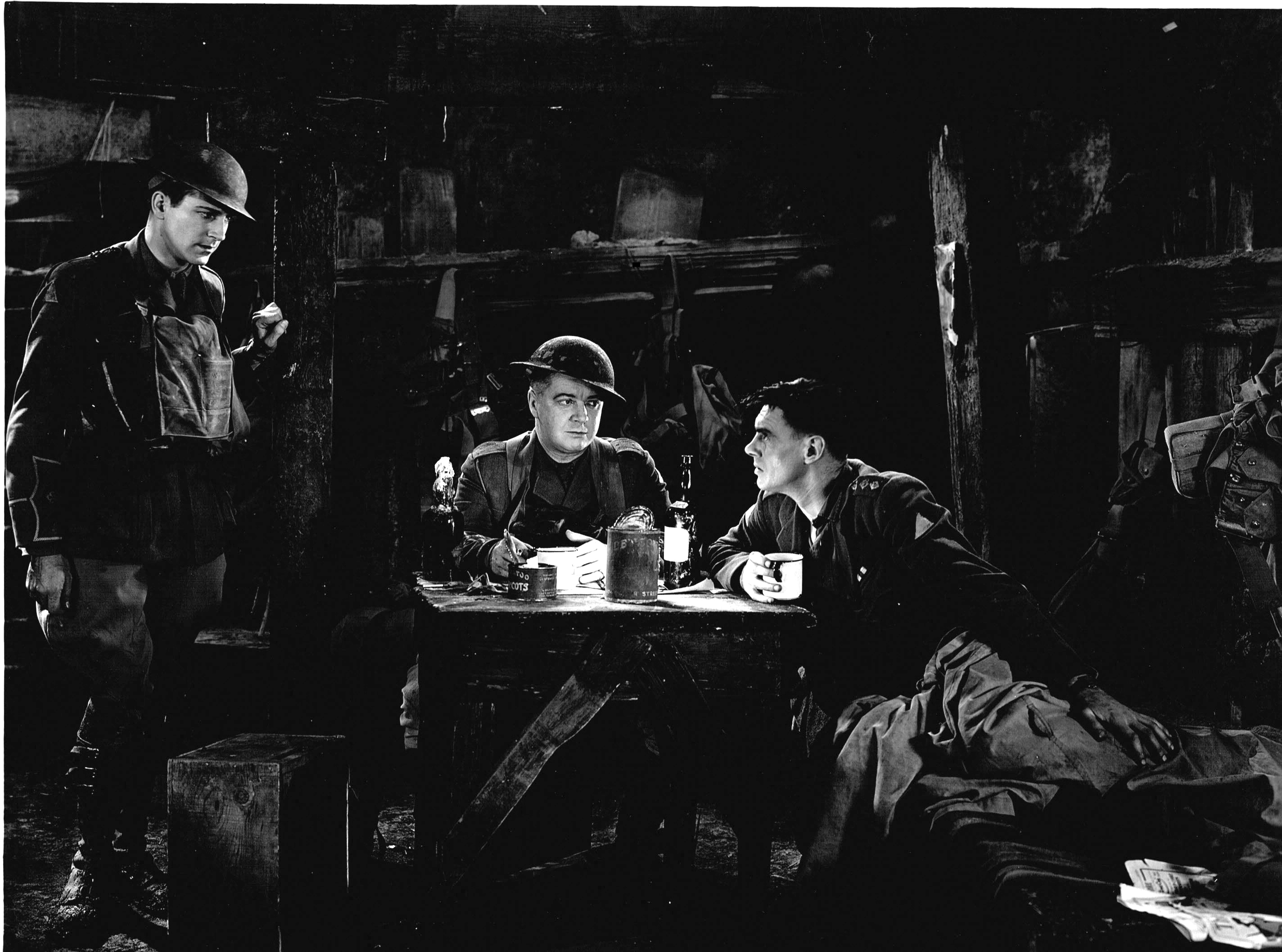
Colin Clive dans Journey's End avec Billy Bevan au centre et David Manners à gauche.

Bien que Colin Clive n'ait fait que trois films d'horreur, dont deux films de Whale, Frankenstein et Les Mains d'Orlac (Mad Love) (1935), il est largement considéré comme l'une des stars essentielles du genre par de nombreux cinéphiles[réf. nécessaire]. Son incarnation du Dr Frankenstein s'est révélé source d'inspiration pour de nombreux autres rôles de scientifiques fous au cours des années suivantes.
Clive a aussi été partenaire à l'écran d'un certain nombre de grandes actrices de films de l'époque, comme Katharine Hepburn, Bette Davis, Corinne Griffith, et Jean Arthur. Il a aussi joué Edward Rochester, dans une adaptation de 1934 de Jane Eyre avec Virginia Bruce.
À partir de juin 1929 jusqu'à sa mort, Clive fut marié à Jeanne de Casalis, une actrice anglaise née en Afrique du Sud. Même si elle travaillait au cinéma et au théâtre, son plus grand succès fut un rôle dans un sitcom radiophonique en Angleterre, elle y joue un étourdissant personnage nommé « Mrs Feather ». De Casalis n'a pas accompagné son mari à Hollywood. On a beaucoup spéculé sur le fait que De Casalis aurait été lesbienne et Clive homosexuel ou bisexuel, et que leur mariage aurait été un mariage de complaisance. David Lewis, le compagnon de longue date de James Whale, a catégoriquement affirmé que Clive n'était pas gay.

## Décès
Colin Clive devient alcoolique et décède de la tuberculose en 1937 seulement âgé de 37 ans.
L'alcoolisme de Clive était très visible pour ses compagnons de tournage, alors qu'il était souvent vu endormi sur la scène et qu'il était parfois tellement intoxiqué qu'il devait être maintenu droit pour des prises de vue de dos. Clive était aussi tourmenté par la menace médicale de l'amputation de sa jambe abimée depuis longtemps.
Forrest J. Ackerman se souvient de la dépouille de Clive au funérarium. « Si je me souviens bien, il portait une robe de chambre et il se trouvait calmement étendu là. Et il me rappelait cette scène dans La fiancée de Frankenstein ». Plus de 300 personnes en deuil se déplacèrent pour rendre hommage à cette âme solitaire qui mourut seule. Un des porteurs était Peter Lorre avec qui il avait joué dans Les Mains d'Orlac (Mad Love).
Son cénotaphe se trouve à la chapelle de Crematory Pines, mais ses cendres ont été dispersées en mer en 1978 après avoir passé plus de 40 ans, non réclamées, dans la cave du salon funéraire où son corps fut transporté après sa mort.

## Filmographie

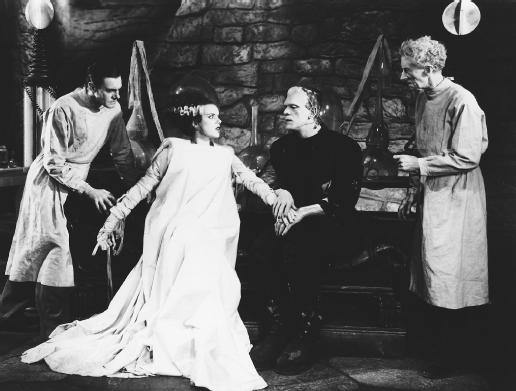
Colin Clive dans La Fiancée de Frankenstein (Bride of Frankenstein) à gauche avec Elsa Lanchester, Boris Karloff et Ernest Thesiger.

- 1930 : La Fin du voyage (Journey's End) de James Whale : Capt. Denis Stanhope
- 1931 : The Stronger Sex de Gareth Gundrey : Warren Barrington
- 1931 : Frankenstein de James Whale : Dr Henry Frankenstein
- 1932 : Lily Christine de Paul Ludwig Stein : Rupert Harvey
- 1933 : La Phalène d'argent (Christopher strong) : Sir Christopher Strong
- 1933 : Looking Forward de Clarence Brown : Geoffrey Fielding
- 1934 : The Key de Michael Curtiz : Capitaine Andrew 'Andy' Kerr
- 1934 : One More River de James Whale : Sir Gerald Corven
- 1934 : Jane Eyre de Christy Cabanne : Edward Rochester
- 1935 : Le Conquérant des Indes (Clive of India) de Richard Boleslawski : Capitaine Johnstone
- 1935 : The Right to Live de William Keighley : Maurice Trent
- 1935 : La Fiancée de Frankenstein (Bride of Frankenstein) de James Whale : Dr Henry Frankenstein
- 1935 : Une femme dans la rue (The Girl from 10th avenue) d'Alfred E. Green : John Marland
- 1935 : Les Mains d'Orlac (Mad Love) de Karl Freund : Stephen Orlac
- 1935 : L'Homme qui fait sauter la banque (The Man Who Broke the Bank at Monte Carlo) de Stephen Roberts : Bertrand Berkeley
- 1935 : La Veuve de Monte-Carlo (The Widow from Monte Carlo) de Arthur Greville Collins : Lord Eric Reynolds
- 1937 : Le destin se joue la nuit (History Is Made at Night) de Frank Borzage : Bruce Vail
- 1937 : La Femme que j'aime (The Woman I Love) de Anatole Litvak : Capitaine Thelis